# Marché Forville
Le marché Forville est un marché couvert par une halle regroupant une cinquantaine de commerçants, installé sur la 6 rue du Marché-Forville à Cannes.

## Historique
Le marché Forville, dans sa structure actuelle, est l’œuvre de l'architecte dracenois Henri Bret, en 1929, en remplacement d'un ancien marché, datant de 1884, dont la halle était en bois. Le choix de l'architecte est issu d'un concours. Supervisés par l'entreprise de BTP « Lisnard & Rance »,, les travaux de reconstruction dureront 3 ans, pour une inauguration en 1932. 
Le bâtiment est labellisé par la Commission Régionale du Patrimoine et des Sites, le 28 novembre 2000. Il obtient également le label « Patrimoine du XXe siècle ».
La mairie de Cannes a entamé des travaux de rénovation considérables qui devraient durer plusieurs mois. 

## Bâtiment

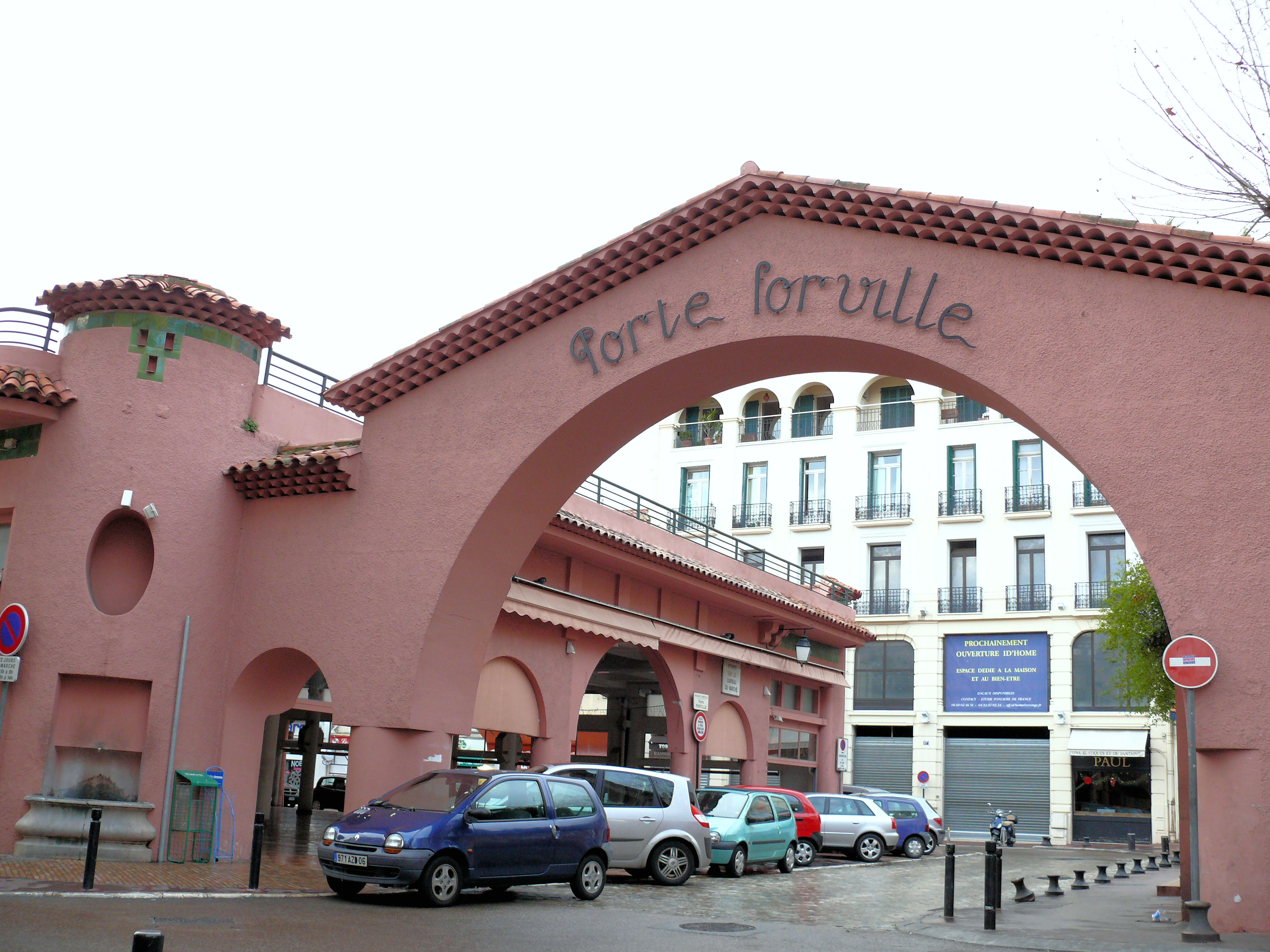
L'entrée du marché en 2010.

Le bâtiment s'étale sur une superficie de 3 000 m2. La structure du nouvel édifice est en béton armé, avec des façades reprenant les codes de l'architecture provençale, intégrant balcons, faux-pigeonniers, pergolas, rangs de génoises, et enduits en ocre. 
L'intérieur fonctionnel contraste avec les façades théâtrales. Deux rangées de poteaux en béton armé soutiennent la toiture terrasse, pour couvrir une vaste halle du marché. L'éclairage naturel, venant de fenêtres en hauteur, se reflète sur les murs de couleur blanche. Le sol est conçu en carrelage de grès, pour faciliter l'entretien.